# Principado de Antioquia
O Principado de Antioquia, cujo território incluía partes dos actuais estados da Turquia e da Síria, foi um dos estados latinos do Oriente criados durante a Primeira Cruzada. Tinha a sua capital na cidade de Antioquia (a atual Antáquia, na Turquia).
Mesmo durante o período de maior extensão territorial, era muito menor que o Condado de Edessa e o Reino Latino de Jerusalém. Localizava-se no limite nordeste do mar Mediterrâneo, fazendo fronteira com o Condado de Trípoli a sul, Edessa a leste, e o Reino Arménio da Cilícia ou o Império Bizantino a noroeste, dependendo da data.
Tinha provavelmente cerca de 20 000 habitantes no século XII, a maioria dos quais arménios e cristãos ortodoxos gregos, com alguns muçulmanos vivendo fora da cidade. A maioria dos cruzados que se estabeleceram em Antioquia eram normandos do sul da Itália, uma vez que os primeiros governantes do principado, destas origens, se cercaram dos seus súbditos leais. Havia poucos católicos romanos para além dos próprios cruzados, apesar de a cidade passar ao estatuto de patriarcado latino em 1100.

## Fundação

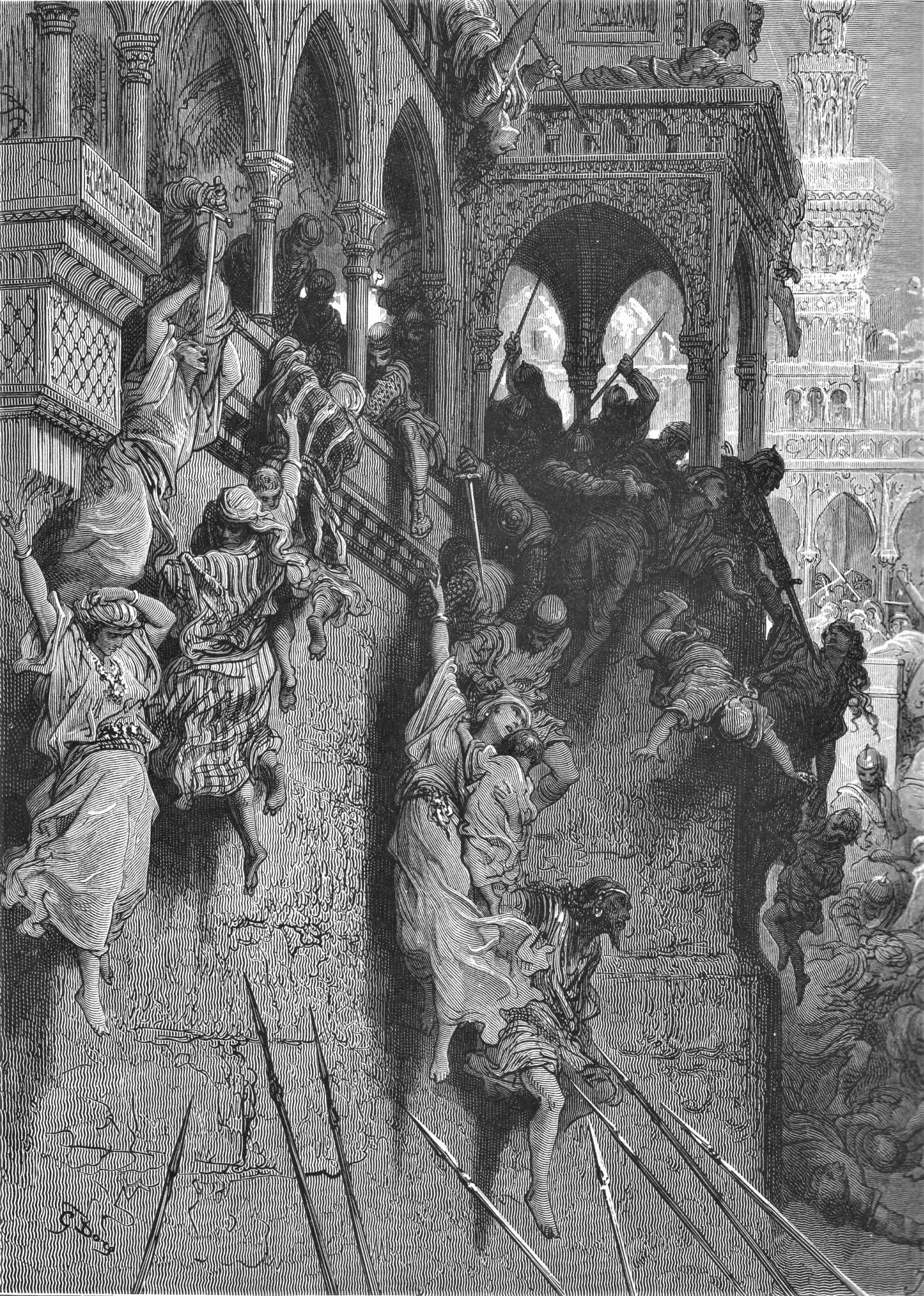

O massacre de Antioquia, ilustração de Gustave Doré
A fundação do principado deve-se à vontade de Boemundo I de Taranto em estabelecer um Estado seu na Palestina. Antes de participar na cruzada este, primogénito de Roberto Guiscardo, viu-se preterido na sucessão para o Ducado da Apúlia e Calábria em favor do seu meio-irmão Rogério Borsa.
Antioquia era uma antiga cidade bizantina que tinha sido conquistada pelos muçulmanos há apenas cerca de uma década, em 1085. E quando os exércitos cruzados passaram por Constantinopla, o imperador bizantino Aleixo I Comneno exigira dos líderes o juramento de entregarem as terras reconquistadas aos bizantinos.
Enquanto Balduíno de Bolonha e Tancredo da Galileia seguiram para leste a partir da Ásia Menor para fundar o Condado de Edessa, o exército principal da Primeira Cruzada continuou em direcção ao sul para cercar Antioquia. Boemundo I de Taranto liderou o cerco, iniciado em Outubro de 1097.
Com mais de quatrocentas torres, a cidade era quase impenetrável e o cerco arrastou-se pelo inverno, causando grandes dificuldades para os cruzados que foram frequentemente forçados a comer até os próprios cavalos ou, conforme as lendas, os corpos dos companheiros cristãos que não sobreviveram.
Face às dificuldades do cerco, Boemundo viu a ocasião de tomar um domínio para si. Imediatamente ameaçou, com o pretexto da demora do cerco, voltar à Itália para trazer reforços, mas as suas capacidades estratégicas e a importância do contingente que o acompanhava eram absolutamente necessárias à cruzada. Por isso foi-lhe prometido tudo o que quisesse para continuar.
Entretanto a partida de Tatício, o representante do imperador bizantino, deu-lhe um pretexto para alegar uma traição, o que podia autorizar os cruzados a considerarem-se livres do seu juramento a Aleixo I Comneno.
Iluminura medieval de Ademar de Monteil (com a mitra) empunhando a lança do destino numa batalha da Primeira Cruzada
Boemundo acabou por convencer um guarda de uma das torres, um cristão convertido ao Islão chamado Firouz, a permitir a entrada dos cruzados. Fez os outros líderes prometerem que tomaria a sua posse o primeiro a entrar na cidade, o que aconteceu a 3 de junho de 1098, seguindo-se o massacre dos habitantes muçulmanos.
Somente quatro dias depois, um exército muçulmano liderado pelo general Querboga chegou de Mossul para sitiar aqueles que até o momento eram sitiadores da cidade. Aleixo I Comneno, vinha a caminho para auxiliar os cruzados mas retornou ao ouvir as notícias de que a cidade já tinha sido retomada.
No entanto os cruzados ainda resistiam ao cerco, com a ajuda de um monge chamado Pedro Bartolomeu. Este afirmava ter sido visitado por Santo André, que lhe teria contado que a lança do destino, que feriu o flanco de Jesus Cristo na cruz, encontrava-se em Antioquia. Foi feita uma escavação na igreja de São Pedro e a lança foi descoberta pelo próprio Pedro Bartolomeu.
Apesar de se pensar que tinha sido o monge a colocar a falsa relíquia no local (até o legado papal Ademar de Monteil acreditava nisto), o logro melhorava a moral dos sitiados. Com este novo objecto santo à cabeça do exército, Boemundo marchou ao encontro de Querboga, a quem derrotou miraculosamente, segundo os cruzados, que afirmavam ter surgido um exército de santos a combater juntamente com eles no campo da batalha.
Houve então uma longa disputa sobre quem teria o controlo da cidade. Boemundo, apoiado pelos outros normandos itálicos, acabou por vencer e declarar-se príncipe. Uma vez que já era príncipe de Taranto, na Itália, e desejava manter a sua independência no seu novo domínio, não quis receber o título de duque do imperador bizantino (por quem tivera feito um juramento de lutar), nem outro título nobiliárquico que implicasse rígidas obrigações feudais, como conde.
Tal como em Jerusalém, na organização de Antioquia foram estabelecidos os cargos de senescal, condestável, marechal, mordomo, camareiro e chanceler. Entretanto deflagrou uma epidemia desconhecida no campo dos cruzados e Ademar de Monteil foi uma das vítimas.

## Décadas iniciais
Quando Boemundo I de Antioquia foi capturado em batalha pelos turcos danismêndidas em 1100, o seu sobrinho Tancredo da Galileia tornou-se regente, aumentando o principado ao tomar as cidades de Tarso e Lataquia do Império Bizantino. Boemundo foi libertado em 1103 mas voltou a colocar Tancredo na regência quando viajou para a Itália para recrutar mais forças em 1105.
Estes reforços foram usados para atacar os bizantinos em 1107, e quando foi derrotado em Dirráquio em 1108, Boemundo foi forçado por Aleixo I Comneno a assinar o Tratado de Devol, que tornou Antioquia num estado vassalo do Império Bizantino após a sua morte. Note-se que, ao passar por Constantinopla em 1097 Boemundo, tal como os outros líderes cruzados, já tinha sido obrigado a jurar entregar a Aleixo qualquer terra conquistada aos muçulmanos.
Boemundo também combateu contra Alepo ao lado do Balduíno I de Jerusalém e Joscelino I do Condado de Edessa. Quando estes foram capturados, Tancredo tornou-se regente também de Edessa. Boemundo deixou Tancredo mais uma vez na regência e voltou à Itália, onde morreu em 1111.

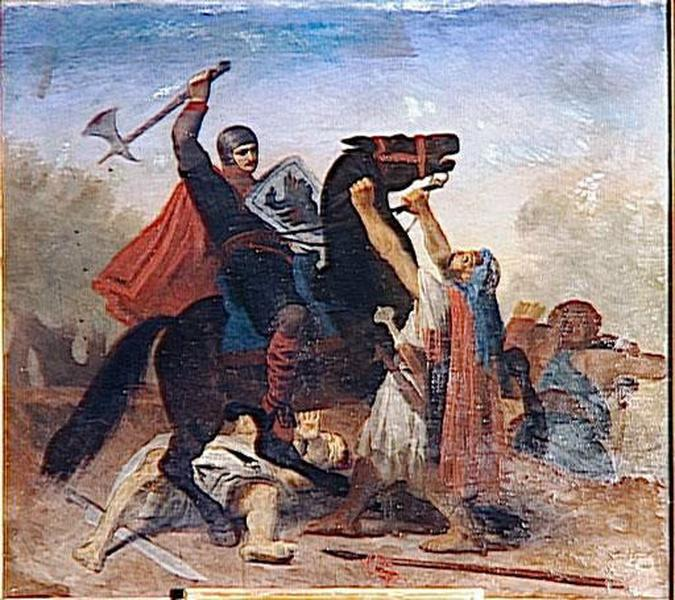
Tancredo de Altavila no Cerco de Jerusalém em 1099

Aleixo pretendia então que Tancredo devolvesse todo o principado a Bizâncio, mas este foi apoiado pelo Condado de Trípoli e pelo Reino de Jerusalém. E tinha sido o único líder cruzado a não jurar entregar as terras conquistadas a Aleixo, apesar de nenhum dos líderes que fizeram o juramento o terem cumprido.
Tancredo morreu em 1112 e foi sucedido por Boemundo II de Antioquia, sob a regência de Rogério de Salerno, sobrinho de Tancredo que derrotou um ataque de turcos seljúcidas em 1113. Mas em 27 de junho de 1119 Rogério morreu na batalha do Campo de Sangue, e Antioquia tornou-se num vassalo de Jerusalém, com Balduíno II de Jerusalém como regente até 1126, apesar de em muito deste tempo se encontrar prisioneiro em Alepo.
Boemundo II, que se casou com a filha de Balduíno, Alice de Antioquia, governou durante apenas quatro anos, e o principado foi herdado pela sua filha mais nova, Constança de Antioquia. Balduíno II assumiu mais uma vez a regência até à sua morte em 1131, quando Fulque de Jerusalém assumiu o poder. Em 1136, Constança, ainda com apenas 10 anos de idade, casou-se com Raimundo de Poitiers, com 36 anos de idade.
Raimundo, tal como os seus predecessores, atacou a província bizantina da Cilícia. Mas desta vez o imperador João II Comneno revidou. Chegou a Antioquia em 1138 e obrigou Raimundo a jurar-lhe vassalagem, mas um motim instigado por Joscelino II de Edessa forçou-o a sair da cidade. João tencionava reconquistar todos os estados cruzados mas morreu em 1142.

## Antioquia no Império Bizantino

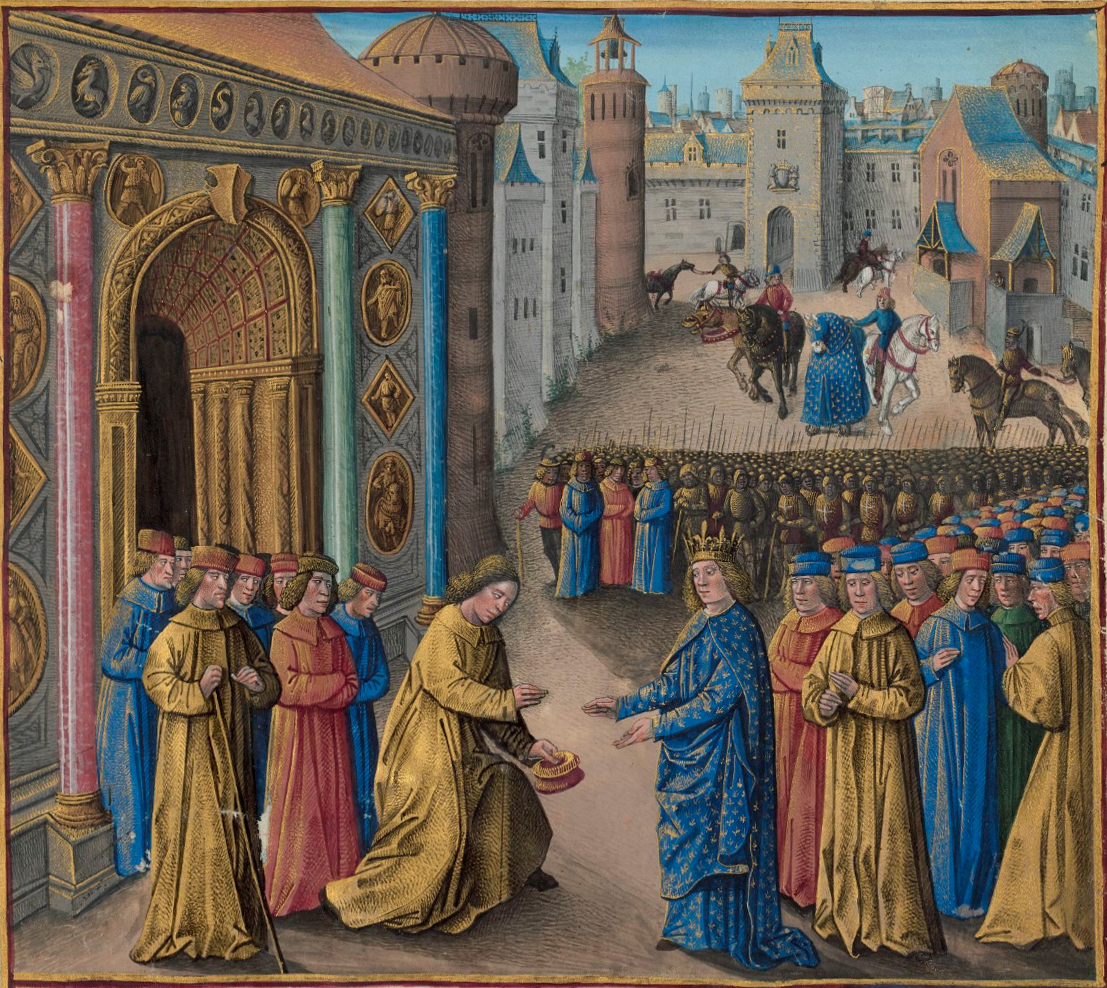
Raimundo de Poitiers recebe em Antioquia o rei Luís VII de França, líder da Segunda Cruzada (ilustração do século XIV)

Depois da queda do Condado de Edessa em 1144, Antioquia foi atacada por Noradine durante a Segunda Cruzada, perdeu muitos dos seus territórios orientais, e Raimundo de Poitiers morreu na batalha de Inabe em 1149. Balduíno III de Jerusalém foi na prática regente em nome de Constança de Antioquia até 1153, quando esta se casou com Reinaldo de Châtillon. Em 1156, Reinaldo de Châtillon, prometeu atacar a província bizantina do Chipre. Ele mandou prender o governador da ilha, João Comneno, e o general Miguel Branas. Guilherme de Tiro descreve as atrocidades dos homens de Reinaldo. A ilha foi saqueada, os habitantes pilhados e mutilados e os sobreviventes compraram os caros produtos de Reinaldo, enriquecendo Antioquia por muitos anos. Reinaldo enviou alguns reféns mutilados para Constantinopla. No inverno de 1158-1159, Manuel marchou com um numeroso exército para a Cilícia surpreendendo Teodoro II da Armênia, que também havia participado do ataque a Chipre; todas as vilas e cidades se renderam. Reinaldo de Châtillon, percebendo que não conseguiria vencer Manuel apresentou-se ao imperador vestido em um saco com uma corda no pescoço pedindo clemência; segundo Guilherme de Tiro os presentes se sentiram "enojados" com a situação. Manuel perdoou Reinaldo na condição de que a Antioquia se torna-se vassala do império.
Reinaldo foi aprisionado pelos muçulmanos em 1160 e a regência foi assumida pelo patriarca latino de Antioquia, acontecendo que o príncipe só foi libertado em 1176 e nunca voltou a Antioquia. Entretanto Manuel I Comneno casou-se com a filha de Constança, Maria de Antioquia.
Uma vez que a titularidade de Constança era apenas nominal, foi deposta em 1163 e substituída pelo seu filho Boemundo III de Antioquia. Este foi aprisionado por Noradine no ano seguinte na batalha de Harim, e o rio Orontes tornou-se na fronteira entre Antioquia e Alepo. Boemundo voltou em 1165, casou-se com uma sobrinha de Manuel e foi persuadido a instalar um patriarca ortodoxo grego na cidade.
A aliança com Bizâncio acabou com a morte do imperador Manuel em 1180. Subitamente Antioquia ficou sem a proteção do império, que tinha servido para afastar Noradine por vinte anos. O Senhorio de Sona, estabelecido como território vassalo do Principado de Antioquia acabou por ser perdido. Com a sua capital no castelo de Sona, mas anteriormente incluindo as cidades de Sarmada (perdida em 1134) e Balatanos, Sona foi capturado por Saladino em 1188 ao seu último senhor cristão, e o castelo passou a ser conhecido por "Cidadela de Saladino".
Mas, com a ajuda de frotas italianas, o principado sobreviveu ao ataque do vitorioso líder muçulmano ao Reino de Jerusalém. Antioquia e Trípoli não participaram da Terceira Cruzada, apesar de os sobreviventes do exército de Frederico Barba Ruiva fazerem uma passagem breve na cidade em 1190 para enterrar o seu rei. O filho e sucessor de Boemundo III, Boemundo IV de Antioquia, tornara-se conde de Trípoli depois da batalha de Hatim, e o seu outro filho, Raimundo IV de Trípoli, casou-se com uma princesa arménia em 1194.
Após a morte de Boemundo III em 1201 começou uma luta de poder entre Antioquia, representada por Boemundo de Trípoli, e o Reino Arménio da Cilícia, representado por Raimundo-Rúben de Antioquia, neto do falecido soberano. Boemundo IV de Antioquia assumiu o controlo em 1207, mas Raimundo chegou a governar entre 1216 e 1219. Boemundo IV morreu em 1233 e o principado, governado pelo seu filho Boemundo V de Antioquia, não teve um papel importante na Quinta Cruzada, nas tentativas de tomada de Jerusalém por Frederico II da Germânia na Sexta Cruzada, nem na Sétima Cruzada de Luís IX de França.

## Queda do principado
Em 1254, Boemundo VI de Antioquia casou-se com Sibila, uma princesa arménia, acabando com a luta entre os dois Estados numa altura em que a Arménia era mais poderosa e Antioquia era essencialmente um Estado vassalo. No entanto, ambas caíram no conflito entre os mamelucos e os mongóis. Quando estes últimos foram derrotados na batalha de Ain Jalut em 1260, o sultão mameluco Baibars começou a ameaçar o principado que, como vassalo da Arménia, apoiara os mongóis.
Baibars acabou por tomar a cidade em 1268, e todo o norte da Síria foi rapidamente perdido. Vinte e três anos depois, a cidade de Acre, último bastião cruzado, foi tomada. O título de "Príncipe de Antioquia", simplesmente nominal, passou para os reis de Chipre depois da extinção dos condes de Trípoli, e por vezes foi atribuído como uma honra aos membros mais jovens dessa casa real.

## Príncipes e regentes de Antioquia (1098-1268)

Armas do Principado de Antioquia: Esmalte de prata com um ramo de feto em ouro bordado de verde, com o ramo voltado para baixo. O brasão é atribuído a Boemundo I de Taranto, apesar de ser posterior a este e só ter começado a ser usado cerca de meio século após a sua morte.

### Casa de Hauteville
- 1098-1111 - Boemundo I
  - 1100-1103 - Tancredo da Galileia (sobrinho de Boemundo, regente durante o seu cativeiro)
  - 1105-1111 - Tancredo da Galileia (regente durante a viagem de Boemundo à Europa)
- 1111-1130 - Boemundo II, filho de Boemundo I
  - 1111-1112 - Tancredo da Galileia (regente)
  - 1112-1119 - Rogério de Salerno (sobrinho de Tancredo da Galileia, regente)
  - 1119-1126 - Balduíno II de Jerusalém (regente)
- 1130-1163 - Constança, filha de Boemundo II
  - 1130-1131 - Balduíno II, rei de Jerusalém (regente)
  - 1131-1136 - Fulque, rei de Jerusalém (regente)
  - 1136-1149 - Raimundo de Poitiers (príncipe por casamento)
  - 1149-1153 - Balduíno III, rei de Jerusalém (regente)
  - 1153-1160 - Reinaldo de Châtillon (príncipe por casamento)

### Casa de Poitiers
- 1163-1201 - Boemundo III o Gago, filho de Constança de Antioquia e Raimundo de Poitiers
  - 1164-1165 - Amalrico I de Jerusalém (regente)
  - 1193-1194 - Raimundo IV de Trípoli (regente)
- 1201-1216 - Boemundo IV o Zarolho, filho de Boemundo III
- 1216-1219 - Raimundo-Rúben, filho de Raimundo IV de Trípoli
- 1219-1233 - Boemundo IV (restaurado)
- 1233-1251 - Boemundo V, filho de Boemundo IV
- 1251-1268 - Boemundo VI o Belo, filho de Boemundo V

## Príncipes titulares de Antioquia (1268-1457)

Armas de Boemundo VI de Antioquia: quartelado, vermelho em 1 e 4, em 2 e 3 azul semeado de flores-de-lis em ouro. Foi o rei São Luís de França deu permissão para quartelar o seu brasão com o lis de França, o que leva a pensar que os anteriores príncipes poderiam ter o escudo todo vermelho.

Com o principado perdido para os mamelucos, o título passou a ser apenas nominal.

### Casa de Poitiers
- 1268-1275 - Boemundo VI
- 1275-1287 - Boemundo VII de Trípoli, filho de Boemundo VI
- 1287-1299 - Lúcia de Trípoli, irmã de Boemundo VII

### Casa de Toucy
- 1299-1300 - Filipe de Toucy, filho de Lúcia de Trípoli

### Casa de Lusignan
O título passou para os reis de Chipre e Jerusalém, e por vezes foi atribuído como uma honra aos membros mais jovens dessa casa real.
- 1300-1308 - Margarida de Lusignan, última senhora de Tiro, neta de Boemundo IV
- 1300-1308 - Henrique II de Chipre
- João I de Lusignan, terceiro filho de Hugo IV de Chipre
- João II de Chipre, príncipe herdeiro do rei Jano de Chipre
- João de Coimbra (filho de Pedro de Portugal, Duque de Coimbra, o Infante das Sete partidas), casado com Carlota de Lusignan, princesa herdeira de Chipre (c.1456-1457)